# Get Me Roger Stone
Get Me Roger Stone is een Amerikaanse documentaire uit 2017 rondom de persoon Roger Stone, politiek adviseur van de Republikeinse Partij en adviseur van Donald Trump.
De film werd geregisseerd door Dylan Bank, Daniel DiMauro en Morgan Pehme.